# Wiesmann MF 3

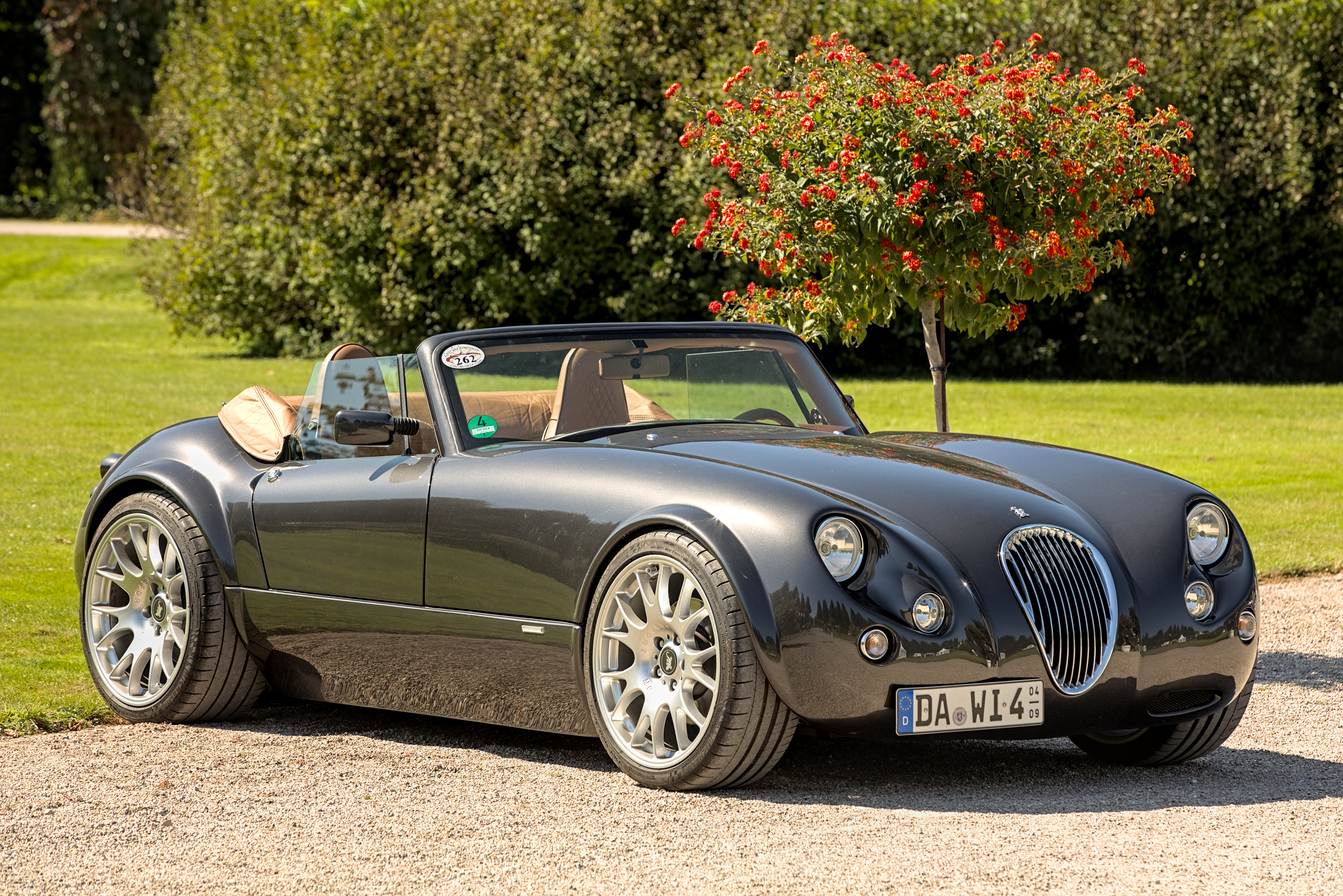
Wiesmann MF 3.

El Wiesmann MF 3 es un cupé de estilo clásico.
El primer roadster salió del taller en 1993. A partir de 2006, se empezaron a producir el Wiesmann MF 30 y MF roadsters y el Wiesmann GT MF 4 coupé, todos los modelos utilizan motores y las cajas de cambios de BMW.
Wiesmann tenía planes de exportar vehículos a Estados Unidos en 2010, pero fue liquidada y desapareció en mayo de 2014.

## Características
- Chasis: acero galvanizado, revestido de aluminio.
- Carrocería: De alta calidad, hecha de fibra de vidrio reforzada con material compuesto.
- Motor: BMW 6 cilindros de 2.979 cc , 343 CV a 7.900rpm, 365Nm a 4.900 rpm.
- Consumo: Urbano 17,8 l/100 km, Extraurbano 8,4 l/100 km, Combinado 11,1 l/100 km.
- Transmisión: 5 o 6 velocidades manual o 6 velocidades secuencial (SMG 2).
- Tracción: Trasera.
- Rendimiento: Velocidad máxima 255 km/h (158 mph), Aceleración: 0 -100 km/h: 4,9 s.
- Suspensión:
- Peso: 1.180 kg (2.601 lb).
- Dimensiones: Longitud: 3,86 m / Anchura: 1,75 m / Altura: 1,16 m.

- Datos: Q9095965
- Multimedia: Wiesmann Roadster / Q9095965